# Speedpedelec
Een speedpedelec (soms afgekort tot speedelec) is een elektrische bromfiets waarbij de bestuurder moet meetrappen. De speedpedelec ziet er vrijwel identiek uit als een elektrische fiets (pedelec), maar dan met ondersteuning die ook werkt tussen 25 en 45 km/h. In het dagelijks spraakgebruik wordt hij vaak snelle elektrische fiets genoemd, alhoewel hij officieel geen fiets is. Wettelijk is een speedpedelec geen fiets als de motor ondersteuning geeft boven 25 km/h, of als het vermogen meer is dan 250 watt.

## Regels per land

### België
Speedpedelecs vormen klasse P van de bromfietsen (naast klasse A, de snorfiets en klasse B, de gewone bromfiets).
In België geldt een helm- en inschrijvingsplicht (nummerplaat) en is een rijbewijs verplicht. Vanaf 2020 is voor de fietsvergoeding een speedpedelec gelijkgesteld met een fiets.
Voor wat betreft de verkeersregels volgen speedpedelecs de regels voor andere bromfietsen. Deze mogen in België als algemene regel op het fietspad rijden, en naar keuze in de bebouwde kom ook op de rijbaan. Van deze algemene regel kan de wegbeheerder afwijken met een onderbord voor bromfietsen, eventueel beperkt tot speedpedelecs met de letter 'P' (van pedelec).

verkeersborden specifiek voor speedpedelecs (letter P)
F99c
F101c
F99a
F101a

M11
M12
M13
M14
M15
M16
M17
M18
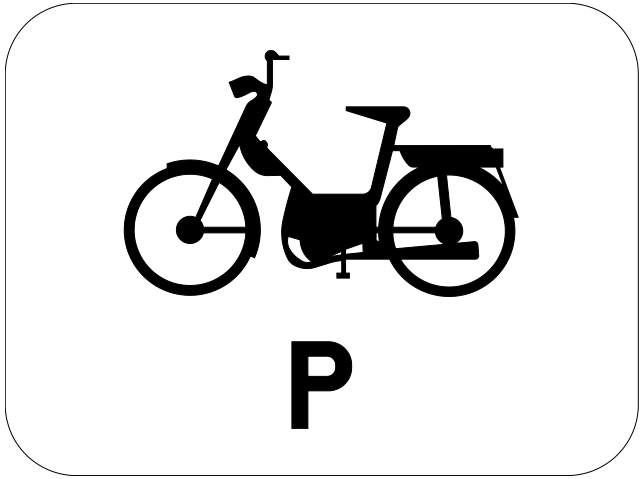
M19
M20

In een fietsstraat mogen speedpedelecs inhalen, maar niet sneller rijden dan 30 km/h.
Speedpedelecs zijn niet toegestaan:
- op een gedeeld fiets- en voetpad (met verkeersbord D10).
- in tegenrichting in eenrichtingsstraten met enkel een uitzonderingsbord voor fietsers[3]
- in een voetgangerszone die toegankelijk is enkel voor fietsers
- op officiële jaagpaden, tenzij er expliciet een uitzondering gemaakt is. Dan mogen ze daar, net als fietsers, niet sneller rijden dan 30 km/u.

Ze mogen bij verkeerslichten wel het verkeersbord rechtsaf door rood volgen (na de vereiste voorrang te geven aan voetgangers en bestuurders).

### Nederland
In Nederland geldt de verzekeringsplicht (met bijbehorende gele kentekenplaat), en sinds 2017 de helmplicht.
Voor wat betreft verkeersregels volgen speedpedelecs grofweg dezelfde regels als bromfietsen.
Men moet:
- minimaal 16 jaar zijn;
- een bromfietsrijbewijs (type AM) hebben;
- een goedgekeurde bromfietshelm of een goedgekeurde speedpedelec-helm dragen;
- een verzekering voor wettelijke aansprakelijkheid (WA) hebben;
- het kentekenbewijs bij zich hebben;
- op het fiets/bromfietspad rijden. Of op de rijbaan. Men mag dus niet op het fietspad rijden. Voor een speedpedelec gelden de volgende maximumsnelheden[4]:
  - Op de rijbaan 45 km/h.
  - Op het fiets/bromfietspad buiten de bebouwde kom 40 km/h.
  - Op het fiets/bromfietspad binnen de bebouwde kom 30 km/h.

## Veiligheid
Door de hogere snelheid is er bij speedpedelecs, net als bij andere bromfietsen, ook een hoger risico op ongevallen dan bij fietsers.